# Langerak (Zuid-Holland)
Langerak is een dorp in de gemeente Molenlanden, in de Nederlandse provincie Zuid-Holland. Het is gelegen in de Polder Langerak in de Alblasserwaard, aan de Lek. Langerak ligt tussen Nieuwpoort en Tienhoven aan de Lek. Tot en met 1985 was het een zelfstandige gemeente.

## Etymologie
Een rak is een recht stuk in een rivier. Bij Langerak was een lang recht stuk in de Lek, hier kon een lang rak worden gevaren.
De naam Langerak komt in Nederland vijf keer voor. In Duitsland komt Longerich (in Keulen) voor en Longridge in het Verenigd Koninkrijk. De betekenis is steeds dezelfde, namelijk een verhoogde lange rug (vaak zand) in het landschap in de nabijheid van een rivier.

## Geschiedenis
Langerak was als heerlijkheid een leen van het Sticht Utrecht. In Langerak stond het rond 1253 gestichte Huis te Langerak, dat een leen was van het Graafschap Holland. Dit kasteel werd eerst bewoond door het geslacht Van Langerak, daarna door de Van Boetzelaers. Het kasteel is verdwenen maar de locatie is in het terrein nog herkenbaar.
In 1820 was er een dijkdoorbraak ten oosten van de Nederlands-hervormde kerk, met als gevolg het onderlopen van de Alblasserwaard. Hier is nog een wiel zichtbaar. Vroeger was hennepteelt een belangrijke bron van inkomsten. Later ging men geheel over op de veehouderij.

## Molens
- De Westermolen, een wipmolen uit 1652, die op vrijwillige basis nog steeds de polder Langerak bemaalt.
- In Langerak was een windkorenmolen. Inmiddels is deze molen verdwenen.

## Geboren
- Jacobus Isaac Doedes (1817-1897), theoloog
- Jan Liebbe Bouma (1889-1971), politicus

## Zie ook

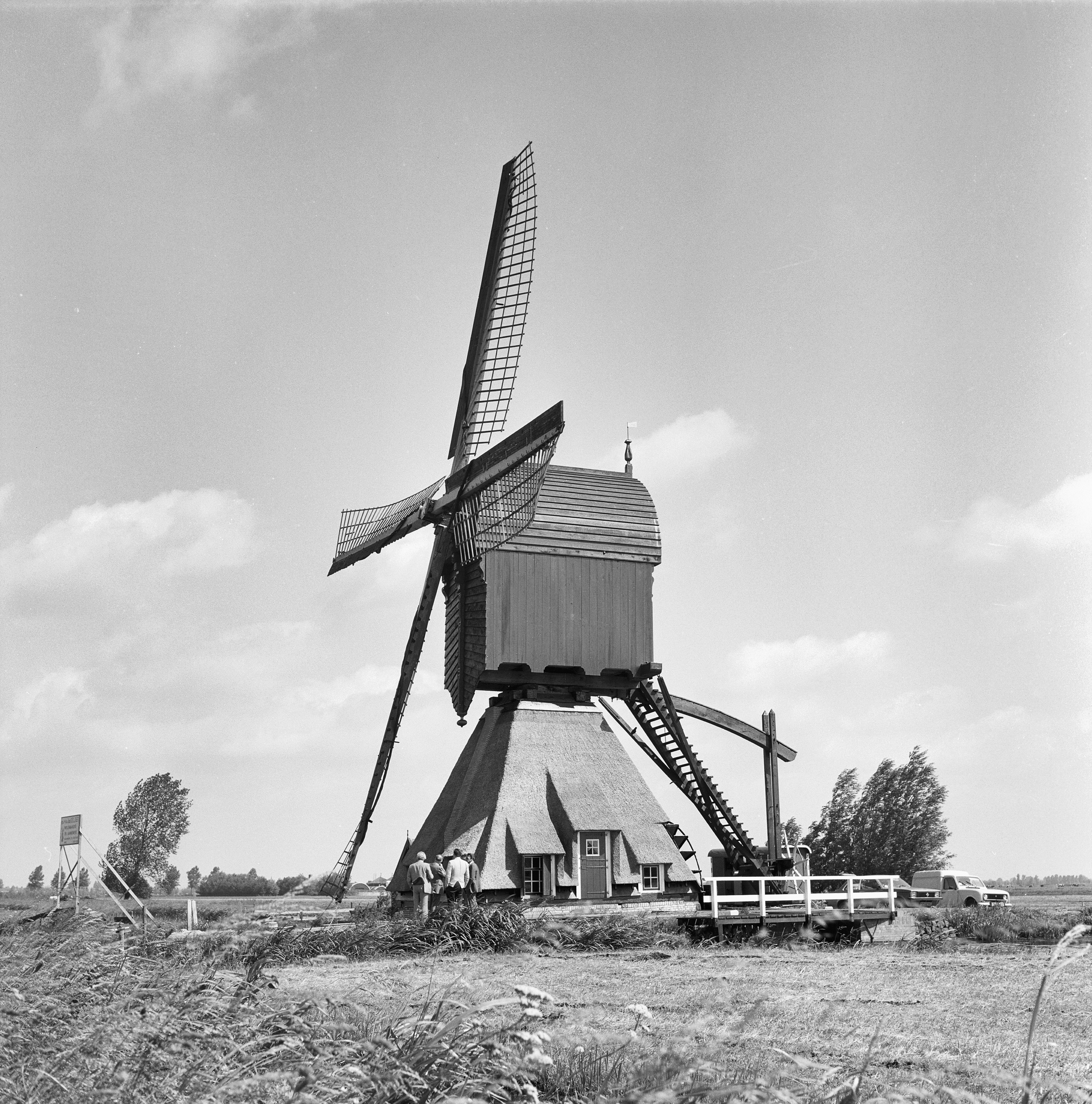
Rijksmonument De Westermolen, RCE 1984.